# Ronika Tandi
Ronika Tandi (Kariba, 21 de abril de 1975) es una escultora de Zimbabue.

## Datos biográficos
Ronika Tandi nació en Kariba a orillas del lago del mismo nombre, al norte de Zimbabue en 1975. Ella estudió en el Taller de Artes Visuales de la Galería Nacional de Harare y está influida por Eddie Masaya. En 2006, presentó su trabajo en el jardín de la embajada alemana en Harare.
En 2008 fue honrada como "escultor del Año". En el año 2010, fundó con los dirigentes de la Fundación Emerald Hill para la integración, la escuela "Dzangu Shungu" dedicada a la formación de futuros artistas sordos, en colaboración con organizaciones de discapacitados.
A principios de junio de 2011, participó como representante de los escultores de Zimbabue en la apertura oficial de la Bienal de Venecia.